# Monument aux morts de Ribes
 (octobre 2014).
Si vous disposez d'ouvrages ou d'articles de référence ou si vous connaissez des sites web de qualité traitant du thème abordé ici, merci de compléter l'article en donnant les références utiles à sa vérifiabilité et en les liant à la section « Notes et références ».
Le monument aux morts de Ribes est érigé dans la commune de Ribes située dans le département de l'Ardèche et la région Rhône-Alpes. 
Le monument est constitué d'un jeune soldat, combattant de la Première Guerre mondiale, fusil à terre, en position d'attente.

## Descriptif
Sculpture de l'artiste local Louis Bresson (1896-1983), intitulée « Pour que vive la liberté » représentant un jeune soldat, fusil à terre, en position d'attente. La sculpture repose sur une mince plaque au sol et mesure environ 2 m de hauteur.

## Histoire
Cette sculpture, qui n'était pas destinée à être un monument aux morts, était une composition de Louis Bresson placée dans son hameau natal de la commune de Ribes. Après sa mort, la municipalité et la famille, en hommage à l'artiste et Ribes ne possédant pas de monuments aux morts, décidèrent de transformer l'œuvre en monument aux morts, le 19 mars 1994.

## Les victimes inscrites
Le monument présente le nom des 20 soldats morts pour la France
à même la plaque support de la sculpture.
- ARIFON Joseph Emile Gabriel
- BASTIDE Henri Joseph Marius
- BISCARAT Jules Ernest
- BOUSCHIER Jules Julien Auguste
- BOUSCHIER Marius Arsène Lucien
- BOYER Marius Jules Hyppolite
- CHAMPANHET Charles Marius
- CHARRAY Edmond Joseph
- CHARRAY Georges Urbain Marie
- CHARRAY Louis Maurice
- DELENNE Firmin Augustin
- DUSSERRE Adolphe Henri Joseph
- FROMENT Paul Adrien
- PRAT Léopold Joseph
- TOURREL Julien Marie Michel
- VEDEL Gustave
- VEDEL Henri Guillaume
- VEDEL Louis Joseph Florentin
- VERMALLE Paul Adrien
- VINCENT Marius Xavier

|  |  |